# Ilovnycja
Ilovnicja (ukrajinsky Іловниця) je zaniklá vesnice na severu Ukrajiny v Kyjevské oblasti, Ivankivském rajóně. Leží 23 kilometrů od Jaderné elektrárny Černobyl, 24 kilometrů od města Pripjať a 14 kilometrů od Černobylu. Leží v Černobylské zóně, do roku 1986 náležela Černobylskému rajónu. Byla opuštěna v důsledku výbuchu jaderné elektrárny Černobyl.